# Rotterdam Open 1994
Il Rotterdam Open 1994, conosciuto anche con il nome di ABN AMRO World Tennis Tournament 1994 per motivi di sponsorizzazione, è stato un torneo di tennis giocato sul cemento indoor. È stata la 21ª edizione del Rotterdam Open, facente parte della categoria ATP World Series nell'ambito dell'ATP Tour 1994. Si è giocato all'Ahoy Rotterdam indoor sporting arena di Rotterdam in Olanda Meridionale, dal 21 al 27 febbraio 1994.

## Campioni

### Singolare
Michael Stich ha battuto in finale  Wayne Ferreira con il punteggio di 4–6, 6–3, 6–0

### Doppio
Jeremy Bates /  Jonas Björkman hanno battuto in finale  Jacco Eltingh /  Paul Haarhuis con il punteggio di 6–4, 6–1